# Közszemérem megsértése
A közszemérem megsértése a Büntető Törvénykönyvről szóló korábbi törvény, az 1978. évi IV. törvény idején a köznyugalom elleni bűncselekmények csoportjába tartozott, mint olyan bűncselekmény, amely sérti a társadalom tagjainak nemi vonatkozású erkölcsi érzületéhez fűződő társadalmi érdeket.
Az új Büntető Törvénykönyv (2012. évi C. törvény) megalkotásakor a jogalkotó a közszemérem megsértését (a korábban hatályos Btk. 272. §) olyan igazgatási jellegű szabálysértésnek tekinti (közerkölcs megsértése), amely nem indokolja a büntetőjogi fenyegetést. Az új Btk-ban ezért a cselekmény már nem szerepel.

## Fogalma
Aki a szexuális áruk forgalmazásával kapcsolatos előírásokat súlyosan megszegi, vétséget követ el, és egy évig terjedő szabadságvesztéssel, közérdekű munkával vagy pénzbüntetéssel büntetendő.

### Elkövetési tárgy
A bűncselekmény elkövetési tárgya a szexuális áru. 

### Elkövetési magatartás
A közszemérem megsértésének elkövetési magatartása a szexuális áru forgalmazásával kapcsolatos előírások súlyos megszegése. Ilyen lehet:
- szexuális áru zárt csomagolás nélküli forgalomba hozatala,
- szexuális áru 18. életévét be nem töltött személy részére történő értékesítése, kölcsönzése,
- szexuális áru közszemlére tétele,
- szexuális árut értékesítő üzlet működtetése meg nem engedett helyen.

### A bűncselekmény alanya
Bárki lehet, aki kereskedelmi tevékenységet folytat. Kereskedelmi tevékenység alatt értjük a rendszeres haszonszerzésre törekvést. 

### Szabálysértési alakzat
Aki szexuális árut mások számára észlelhető módon közterületen vagy kirakatban elhelyez, illetőleg a szexuális áru forgalmazására vonatkozó előírásokat egyéb módon megszegi, pénzbírsággal sújtható.(közerkölcs megsértése)